# Serpentino
Serpentino è un gruppo di minerali comuni in rocce metamorfiche femiche e ultrafemiche. Per serpentino si intendono le modificazioni polimorfe del composto Mg3(Si2O5)(OH)4.

## Abito cristallino
Il serpentino è un fillosilicato idrato con struttura triottaedrica che cristallizza nei sistemi monoclino e rombico del gruppo trimetrico.
I serpentini più comuni sono:
- la lizardite (disposizione planare degli strati);
- il crisotilo (disposizione cilindrica degli strati);
- l'antigorite (morfologia planare per pseudogeminazione).

Le sostituzioni isomorfe sono di minima entità, talora però possono entrare piccole quantità di Al nel sito tetraedrico (sostituendo il silicio) e Fe, Cr, Al e Mn nel sito ottaedrico (sostituendo il magnesio).

## Origine e giacitura
Il serpentino è il prodotto di trasformazione del pirosseno e/o olivina per serpentinizzazione della peridotite ed è il costituente fondamentale della serpentinite.
Si osserva nelle zone di denudamento del mantello sub-oceanico e nelle zone orogeniche dove affiora generalmente nelle ofioliti.

## Forma in cui si presenta in natura
Le tre forme principali hanno aspetto differente:
- la lizardite si osserva in scaglie pseudoesagonali o aggregati compatti;
- il crisotilo spesso in aggregati fibrosi (amianto);
- l'antigorite in scaglie rettangolari e in masse compatte.

Spesso il serpentino è presente in particelle minutissime e non è possibile distinguere le varietà se non tramite indagini con raggi X o microsonda elettronica.

## Gruppo del serpentino
Il gruppo del serpentino è un gruppo di minerali qui sotto elencati.
- Allofane
- Amesite
- Antigorite
- Berthierine
- Brindleyite
- Caolinite
- Crisotilo
- Cronstedtite
- Dickite
- Fraipontite
- Greenalite
- Hydrohalloysite
- Halloysite
- Kellyite
- Lizardite
- Manandonite
- Nacrite
- Népouite
- Odinite
- Pecoraite